# Пуэбло-Гранде

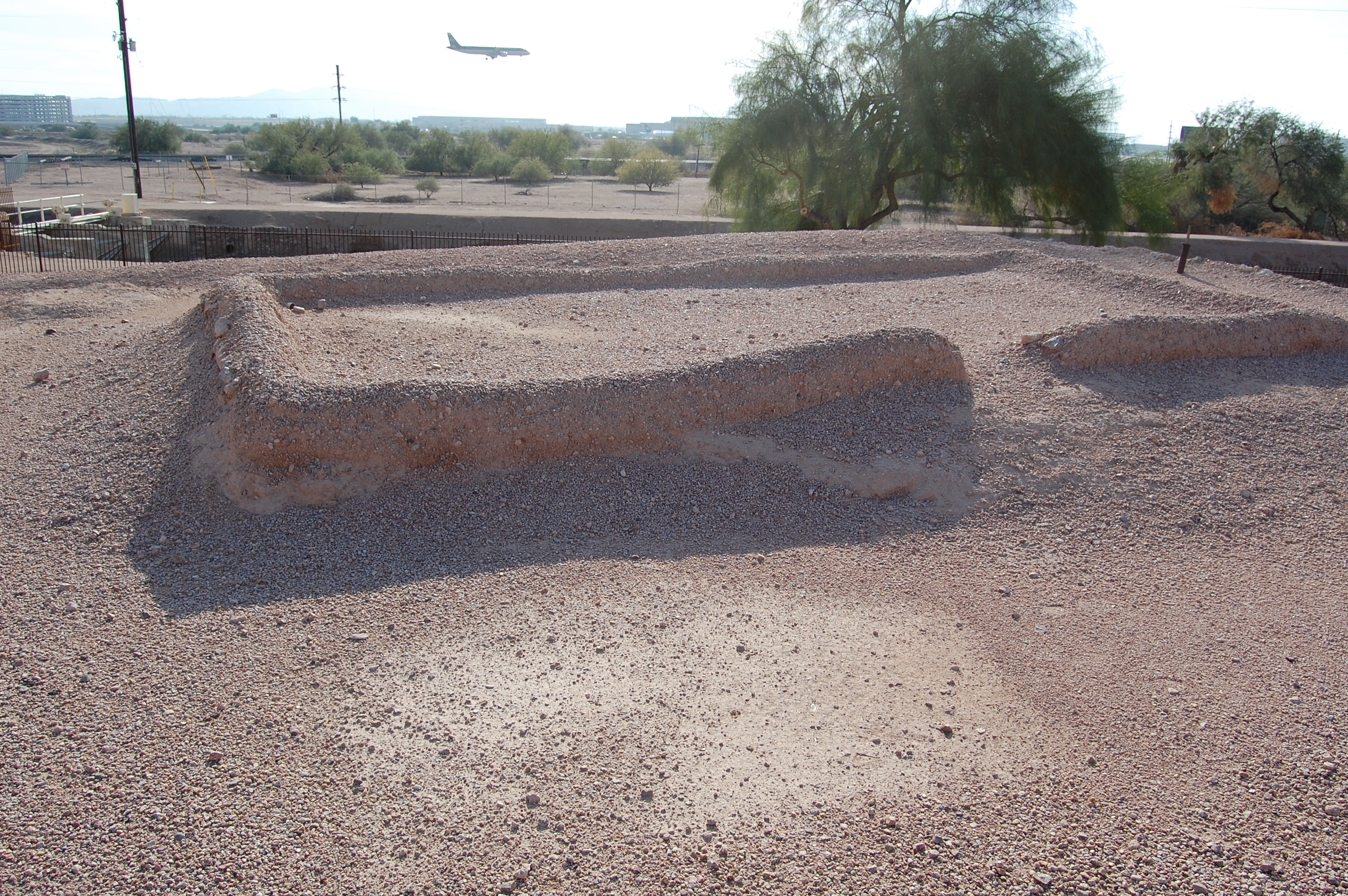
Руины, раскопанные в Пуэбло-Гранде

Руины и ирригационные приспособления Пуэбло-Гранде — археологический памятник культуры Хохокам на территории штата Аризона. В 1964 г. причислен к Национальным историческим достопримечательностям.
Памятник состоит из двух частей, каждая из которых внесена как отдельный памятник в Национальный реестр исторических мест, под названиями, соответственно, «Руины Пуэбло-Гранде» и «Ирригационные приспособления Хохокам-Пима», 15 октября 1966 года. Памятник включает исторический платформенный курган и ирригационные каналы.
Администрация города Финикс организовала на территории памятника музей и культурный парк под открытым небом.